# Otis Sandsjö
Otis Sandsjö, född 7 juli 1987 i Göteborg, är en svensk skådespelare och musiker.
Sandsjö medverkade i julkalendern När karusellerna sover 1998. Hans musikerkarriär tog fart som sångare i reggaebandet Ska'l man, som vann Göteborgstalangen 2003. Han har senare varit saxofonist och sångare i Andra generationen, och med dem deltog han i Melodifestivalen 2008 och Melodifestivalen 2010.